# Полет 5210 на „Чайна Ийстърн Еърлайнс“
Полет 5210 на „Чайна Ийстърн Еърлайнс“ е вътрешен пътнически полет от летище „Баотоу Ерлибан“, Баотоу, Вътрешна Монголия, до международното летище „Шанхай Хунцяо“, Шанхай, с планирано междинно кацане на международното летище „Пекин“, Пекин, Китай, управляван от „Чайна Ийстърн Еърлайнс“. На 21 ноември 2004 г., само две минути след излитане, самолетът „Бомбардие CRJ200ER“, който изпълнява полета, пада от небето и се разбива в езеро в парка Нанхай, до летището в Баотоу. В катастрофата загиват всички 53 души на борда, както и още 2 на земята.
Разследване на Китайската администрация за гражданска авиация разкрива, че самолетът не е почистен от натрупан лед от наземния екипаж, докато е паркиран на пистата. Натрупването на лед по крилата създава проблеми при издигането на самолета, а това предизвиква катастрофата. Това е най-смъртоносният инцидент със серията самолети CRJ100/200 и е най-смъртоносният в историята на „Чайна Ийстърн Еърлайнс“ по това време и остава такъв до катастрофата при полет 5735 на „Чайна Ийстърн Еърлайнс“ на 21 март 2022 г., при която загиват 132 души екипаж и пътници.
Това е втората катастрофа с „Бомбардие CRJ200“ за един месец, което принуждава Администрацията за гражданска авиация на Китай да спре всички CRJ200 за един месец, докато не бъдат установени причините за двете катастрофи. През 2006 г. 12 служители на авиокомпанията са признати за виновни за инцидента и получават административно наказание.